# Entraîneurs des Mavericks de Dallas
Le tableau suivant est un récapitulatif des différents entraîneurs des Mavericks de Dallas au fil des saisons.
L'équipe est actuellement entraînée par Jason Kidd. 

## Légende
| MC | Matchs coachés                                            |
| V  | Victoires                                                 |
| D  | Défaites                                                  |
| %V | Pourcentage de victoires                                  |
| *  | A passé toute sa carrière d'entraîneur avec les Mavericks |
|    | Élu au Hall Of Fame en tant qu'entraîneur                 |

## Entraîneurs
Remarque : Les statistiques sont correctes jusqu'à la fin de la saison 2024-2025.
| Dallas Mavericks |                 |           |       |     |     |       |    |    |    |       |                                                                          |
| 1                | Dick Motta      | 1980-1987 | 574   | 267 | 307 | 46,5% | 28 | 11 | 17 | 39,3% |                                                                          |
| 2                | John MacLeod    | 1987-1989 | 175   | 96  | 79  | 54,9% | 17 | 10 | 7  | 58,8% |                                                                          |
| 3                | Richie Adubato  | 1989-1992 | 264   | 94  | 170 | 35,6% | 3  | 0  | 3  | 0%    |                                                                          |
| 4                | Gar Heard       | 1992-1993 | 53    | 9   | 44  | 17,0% | —  | —  | —  | —     |                                                                          |
| 5                | Quinn Buckner * | 1993-1994 | 82    | 13  | 69  | 15,9% | —  | —  | —  | —     |                                                                          |
| —                | Dick Motta      | 1994-1996 | 164   | 62  | 102 | 37,8% | —  | —  | —  | —     |                                                                          |
| 6                | Jim Cleamons *  | 1996-1997 | 98    | 28  | 70  | 28,6% | —  | —  | —  | —     |                                                                          |
| 7                | Don Nelson      | 1997-2005 | 590   | 339 | 251 | 57,5% | 43 | 19 | 24 | 44,2% | Fait partie du Top 15 des meilleurs entraîneurs de l'histoire de la NBA. |
| 8                | Avery Johnson   | 2005-2008 | 264   | 194 | 70  | 73,5% | 47 | 23 | 24 | 48,9% | Entraîneur de l'année (2006)                                             |
| 9                | Rick Carlisle   | 2008-2021 | 1 033 | 555 | 478 | 53,7% | 71 | 33 | 38 | 46,5% | 1 titre NBA (2011)                                                       |
| 10               | Jason Kidd      | 2021-     | 328   | 179 | 149 | 54,6% | 40 | 22 | 18 | 55,0% |                                                                          |